# Flyvefisken (1911)
Flyvefisken – duński torpedowiec z początku XX wieku i okresu międzywojennego, jedna z trzech zbudowanych jednostek typu Søridderen. Okręt został zwodowany w 1911 roku w stoczni Burmeister & Wain w Kopenhadze, a do służby w Kongelige Danske Marine wszedł w tym samym roku. Jednostka została wycofana ze służby w 1937 roku.

## Projekt i budowa
Po zbudowanym na licencji Normanda w kopenhaskiej stoczni Orlogsværftet w 1907 roku torpedowcu „Ormen” dowództwo duńskiej marynarki zdecydowało o zamówieniu w zagranicznych stoczniach dwóch kolejnych typów torpedowców. Prototyp - „Søridderen” - zamówiono w Wielkiej Brytanii, a dwie pozostałe jednostki zbudowano już w kraju. Ten typ okrętów okazał się lepszy od zamówionych w tym samym czasie w Niemczech jednostek typu Tumleren, jednak budowa kolejnych torpedowców została zarzucona z przyczyn finansowych .
„Flyvefisken” zbudowany został w stoczni Burmeister & Wain w Kopenhadze pod numerem stoczniowym 275 . Stępkę okrętu położono w 1910 roku, a zwodowany został w roku 1911 .

## Dane taktyczno-techniczne
Okręt był torpedowcem o długości całkowitej 55,4 metra, szerokości 5,49 metra i zanurzeniu 1,95 metra . Wyporność normalna wynosiła 240 ton, a pełna 295 ton . Siłownię okrętu stanowiła turbina parowa Burmeister & Wain o mocy 5000 KM, do której parę dostarczały dwa kotły typu Yarrow . Prędkość maksymalna napędzanego jedną śrubą okrętu wynosiła 27,5 węzła] . Okręt zabierał zapas 43 ton węgla.
Okręt wyposażony był w pięć pojedynczych wyrzutnie torped kalibru 450 mm: jedną stałą na dziobie i cztery na pokładzie (po dwie na każdej z burt) . Uzbrojenie artyleryjskie stanowiły dwa pojedyncze działa pokładowe kalibru 75 mm M07 L/52 .
Załoga okrętu składała się z 33 oficerów, podoficerów i marynarzy .

## Służba
„Flyvefisken” wszedł do służby w Kongelige Danske Marine w 1911 roku . W 1920 roku okręt otrzymał numer taktyczny 15, zmieniony trzy lata później na D2, zaś w 1929 roku na O2 . Jednostka została wycofana ze służby w 1937 roku.